# Die Strottern
Die Strottern sind ein Wiener Akustik-Duo, das Wienerlieder in zeitgemäßer Form und mit Anleihen aus dem Jazz spielt. Die Band besteht aus dem Sänger und Geiger Klemens Lendl (* 1972 in Wien) und dem Sänger und Gitarristen David Müller (* 1974 in Klosterneuburg). Unter anderem spielen die österreichischen Musiker auch Programme zusammen mit Peter Ahorner und der JazzWerkstatt Wien.

## Veröffentlichungen
- 2021: schau di an (Cracked Anegg)

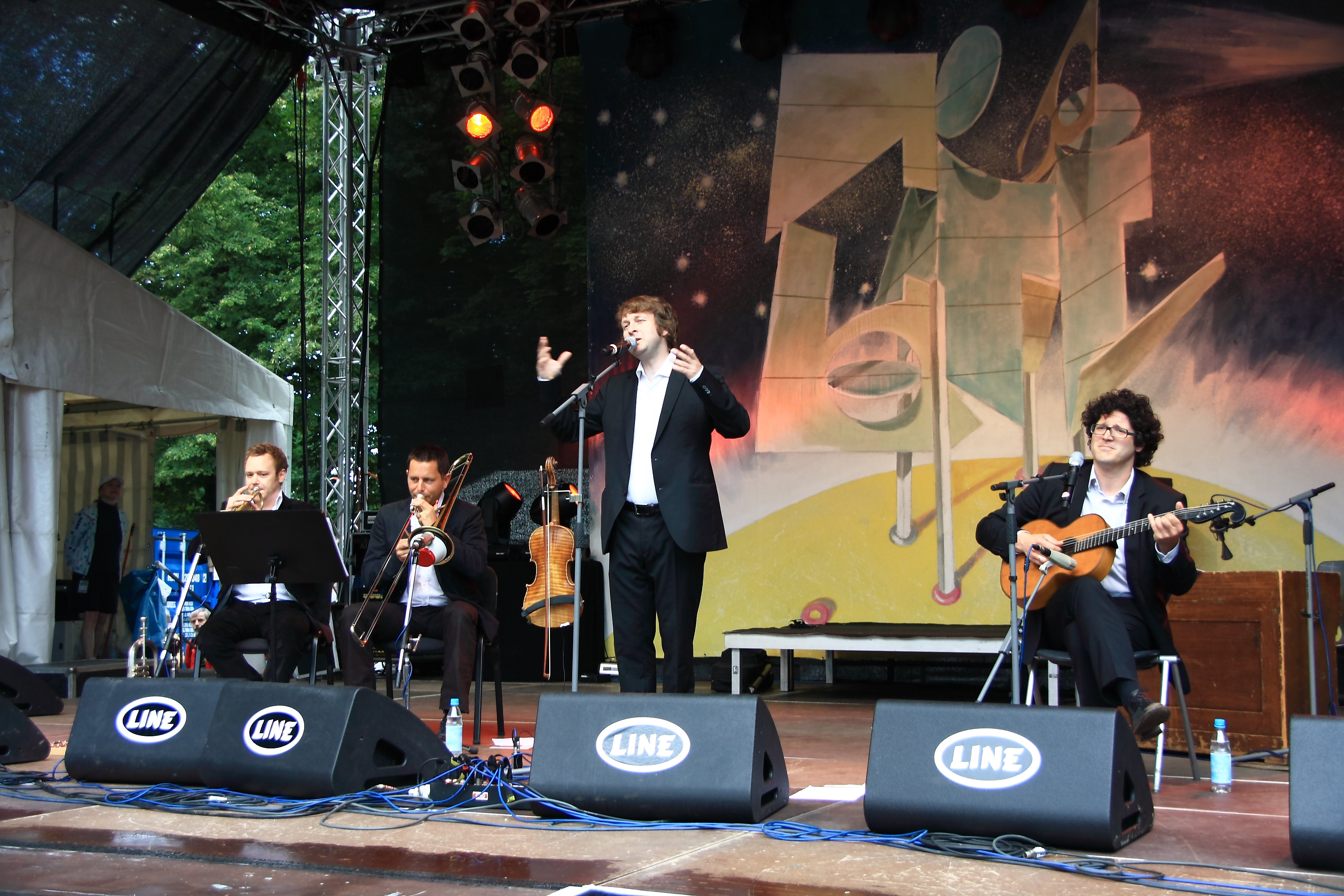
Auf dem TFF Rudolstadt 2012 mit Martin Eberle (tr) und Martin Ptak (tb)

- 2018: waunsd woadsd (Cracked Anegg)
- 2015: Wo fangts an (Die Strottern & Jazzwerkstatt Wien; Cracked Anegg)
- 2014: wean du schlofst / mea ois gean (Cracked Anegg)
- 2012: Wia tanzn is (Cracked Anegg)
- 2010: Das größte Glück (Cracked Anegg)
- 2009: Elegant (Die Strottern & Jazzwerkstatt Wien[2]) (Jazzwerkstatt Records)
- 2008: I gabat ois (Cracked Anegg)
- 2006: Zidane (nonfood factory)
- 2006: Live, glatt und verkehrt (nonfood factory/ORF)
- 2003: mea ois gean (Preiser Records)
- 1998: Wien bleibt Wien (Capriccio/Delta Music)

## Auszeichnungen
- 2014: Gewinner des Volksmusikpreises Pongauer Hahn
- 2014: Kulturpreis der Stadt Klosterneuburg
- 2012: Deutscher Weltmusikpreis Ruth
- 2009: Amadeus Austrian Music Award in der Kategorie „Jazz/World/Blues“[3]
- 2008: Gewinner des Fraunhofer Volksmusikpreises
- 2006: Gewinner des Austrian World Music Awards[4]
- 2019: Nominierung für den Amadeus Austrian Music Award[5]

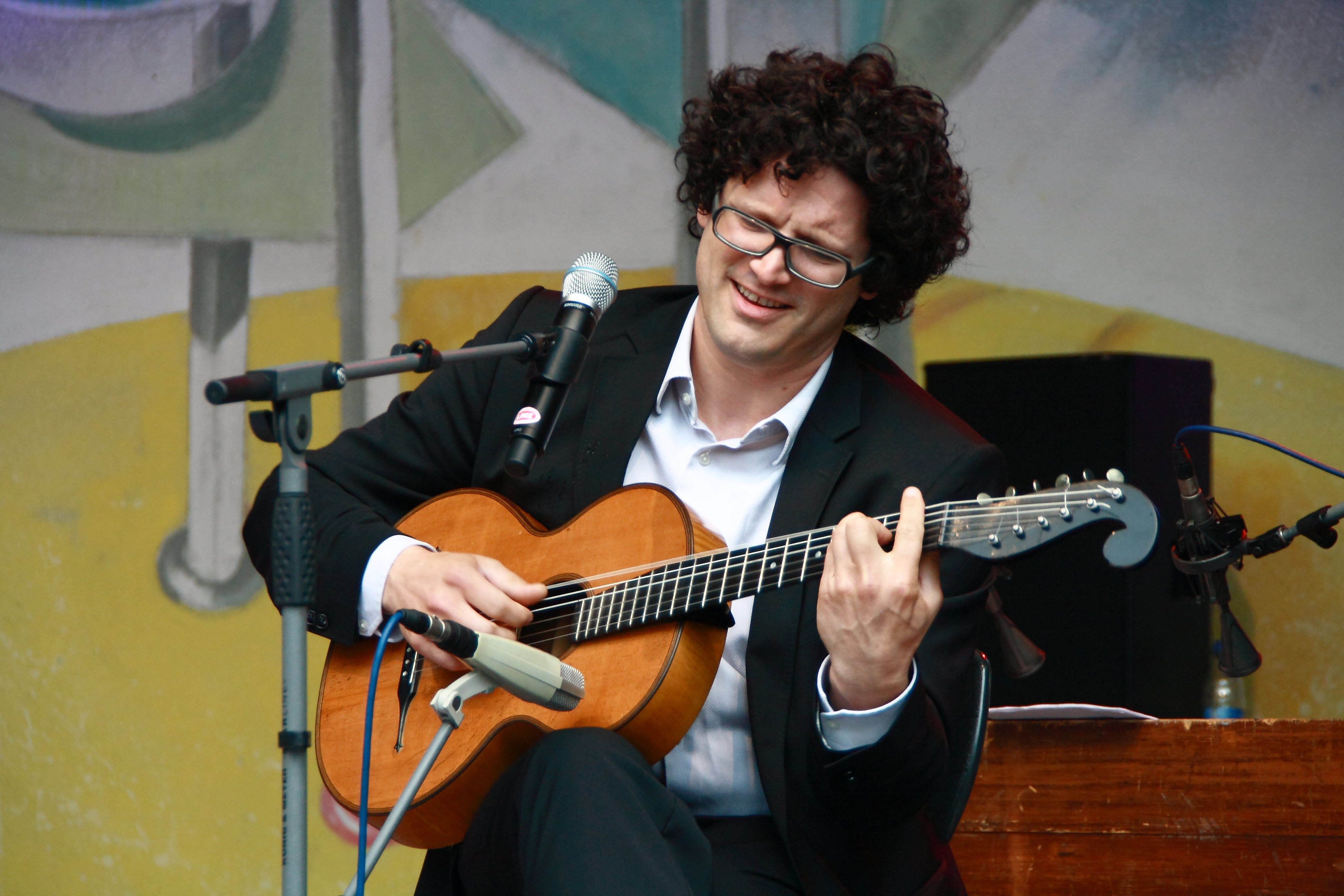
David Müller
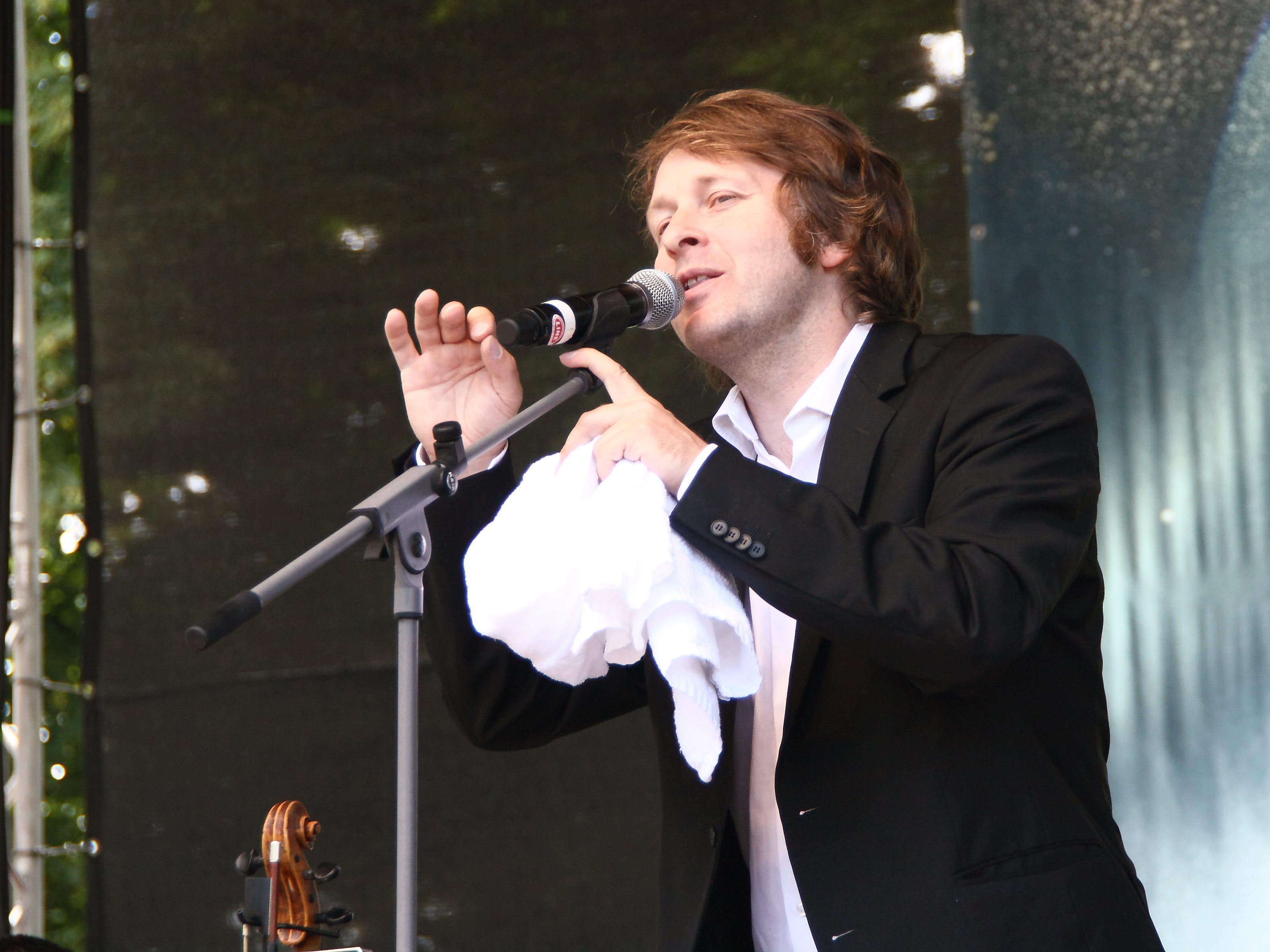
Klemens Lendl